# Ortsmuseum Meilen

Das Ortsmuseum Meilen ist das ortsgeschichtliche Museum der Gemeinde Meilen im Schweizer Kanton Zürich. Es befindet sich in einem Biedermeierhaus aus dem 19. Jahrhundert. 

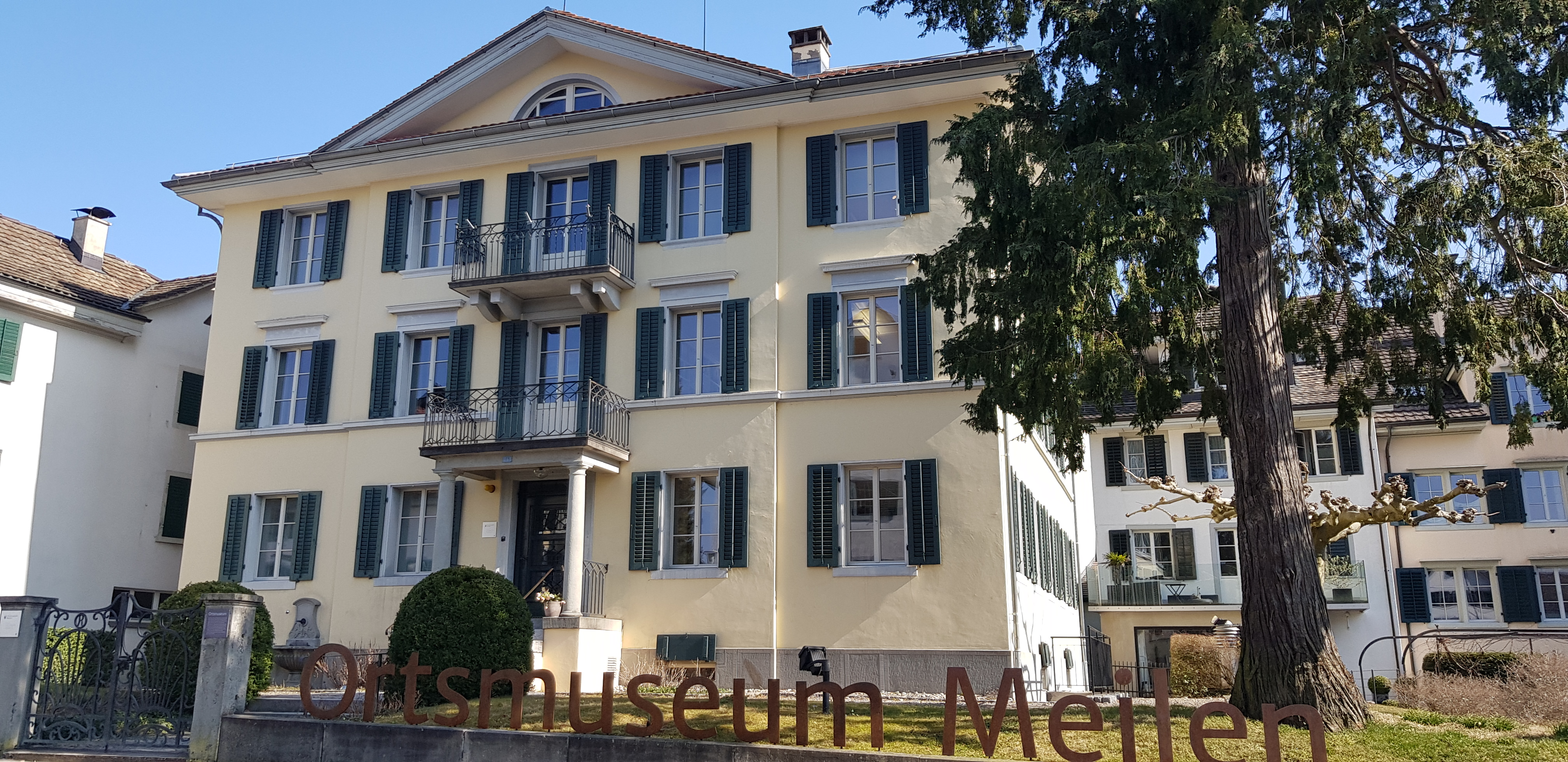
Ortsmuseum Meilen

## Gründung
1927 beschloss die  Mittwoch-Gesellschaft Meilen, ein Heimatmuseum zu errichten. Sie berief dazu am 18. Mai 1927 eine Generalversammlung ein. Diese bestand aus  Pfarrer Oskar Frei, Geometer G. Bosshard, Sekundarlehrer Jakob Stelzer und Hauptmann K.

## Sammlung
Das Ortsmuseum Meilen sammelt und archiviert historisch wertvolle Gegenstände, die mit Meilen zu tun haben, und dokumentiert die Geschichte Meilens. Es sorgt dafür, dass auch zukünftige Generationen sich über ihre Heimatgemeinde informieren können. Sie haben Werkzeuge, Haushaltsgeräte, Waffen und Schmuckgegenstände, die helfen die Geschichte der Gemeinde Meilen festzuhalten.

## Ort
Nach der Restaurierung des Gebäudes in den Jahren 1961–71 wurden dem Museum von der reformierten Kirchgemeinde vier Räume für die Unterbringung der gesammelten Gegenstände kostenlos zur Verfügung gestellt. Das Heimatbuch Meilen und die Mittwoch-Gesellschaft, die einige Mitglieder im Gemeinderat hatten, beschäftigten sich in den Jahren 1977 mit der Renovation des Ortsmuseums.
Am 6. März 1979 wurde eine Kommission für die Schaffung und des Betriebs des Ortsmuseums in der Gemeinde Meilen ernannt. Sie wurde präsidiert vom damaligen Finanzvorstand der Gemeinde, vom Gemeinderat und vom Notar Max Moser. Die Kommission umfasste weitere sechs Mitglieder: Gemeinderat Gottlieb Arnold, Arnold Altorfer, Heinrich Boxler, H. Guggenbühl, H. Peter, R. Schwarzenbach und als Sekretär Heinrich Haupt. Bereits am 23. April 1979 beschloss die Gemeindeversammlung in der Kirche, die Liegenschaft Kirchgasse 14 zum Preis von Fr. 750'000.- zu erwerben für die Einrichtung eines Ortsmuseums.